# Питматик
Питматик (в оригинале — «питматичный»), также известный как «якка» — диалект английского языка, на котором говорят в английских графствах Нортамберленд и Дарем. Он произошёл из нортумбрийского диалекта и диалекта Джорди, обогатившись специализированными терминами, связанными с горным делом. Сначала на питматике говорили шахтёры и обслуживающий персонал местных шахт. Например, в Нортамберленде и Тайн-энд-Уире слово Cuddy является сокращением от имени Cuthbert, а в даремском питматике cuddy означает шахтёрскую пони. В равнинном шотландском языке cuddie может также означать низкую, толстую и сильную лошадь.
По традиции в питматике, наряду с другими сельскими общинами Нортамберленда (включая Ротбери), использовалось гортанное R (guttural R). Однако сейчас молодые люди стали употреблять его в речи гораздо реже. Данный звук всё же ещё можно встретить в глубокой сельской местности у старшей части населения.
Считается, что на питматике говорили на территории Большого Северного Каменноугольного бассейна (Great Northern Coalfield), от Эшингтона в Нортамберленде до Фишберна в Дареме. В более ранних источниках говорится о гораздо более ограниченном использовании; например, исключительно среди шахтёров Дарема (1873) или только жителей графства Дарем (1930).
В наше время термин «питматик» не особо распространён среди лингвистов, поскольку диалект стремительно исчезает в результате слияния основных диалектов северной Англии. Сейчас питматик близок к стандартному английскому. Его в шутку называют «полу-тиссайдский, полу-Джорди». (см. также Макем).
Мелвин Брагг вёл на BBC Radio 4 программу о питматике в рамках серии программ о региональных диалектах.
Другие диалекты северной Англии включают:
- Джорди (в Ньюкасле-на-Тайне, Гейтсхеде, Южном Тайнсайде и Северном Тайнсайде)
- Камбрийский диалект
- Йоркширский и ланкаширский диалекты, которые тесно связаны и на границах регионов переходят друг в друга.
- Скауз (в Ливерпуле)
- Макем (в Сандерленде и Дареме)